# Андерс Бардал
Андерс Бардал (на норвежки: Anders Bardal) (роден на 24 август 1982 г. в Стайнхер) е норвежки състезател по ски скокове, носител на Световната купа сезон 2011/2012, вторият играч на сезона 2012/2013, шампион на Световно първенство по ски скокове от 2013, четворно вицешампион, олимпийски бронзов медалист, сребърен и бронзов медалист в Световно първенство по ски полети.

## Зимни олимпийски игри
- Солт Лейк Сити 2002
  - Индивидуално, нормална шанца – 27 място
  - Индивидуално, голяма шанца – 25 място
  - Отборно, голяма шанца – 9-о място
- Ванкувър 2010
  - Индивидуално, нормална шанца – 18 място
  - Индивидуално, голяма шанца – 22 място
  - Отборно, голяма шанца – 3-то място

## Световни първенства по ски скокове
- Сапоро 2007
  - Индивидуално, нормална шанца – 16 място
  - Отборно, голяма шанца – 2-ро място
- Либерец 2009
  - Индивидуално, нормална шанца – 12 място
  - Индивидуално, голяма шанца – 5-о място
  - Отборно, голяма шанца – 2-ро място
- Осло 2011
  - Индивидуално, нормална шанца – 9-о място
  - Индивидуално, голяма шанца – 7-о място
  - Отборно, нормална шанца – 2-ро място
  - Отборно, голяма шанца – 2-ро място
- Вал ди Фиеме 2013
  - Индивидуално, нормална шанца – 1-во място
  - Индивидуално, голяма шанца – 4-то място
  - Отборно, нормална шанца – 11 място
  - Отборно, голяма шанца – 4-то място

## Световно първенство по ски полети
- Харахов 2002
  - Индивидуално, шанца за ски полети – 15 място
- Оберстдорф 2008
  - Индивидуално, шанца за ски полети – 18 място
  - Отборно, шанца за ски полети – 3-то място
- Планица 2010
  - Отборно, шанца за ски полети – 2-ро място
- Викерсунд 2012
  - Индивидуално, шанца за ски полети – 7-о място
  - Отборно, шанца за ски полети – 4-то място

## Световна купа по ски скокове
- Сезон 2000/2001: 53 място, 47 точки
- Сезон 2001/2002: 36 място, 109 точки
- Сезон 2002/2003: 42 място, 77 точки
- Сезон 2003/2004: 32 място, 162 точки
- Сезон 2004/2005: 54 място, 28 точки
- Сезон 2005/2006: 27 място, 161 точки
- Сезон 2006/2007: 16 място, 418 точки
- Сезон 2007/2008: 5-о място, 942 точки
- Сезон 2008/2009: 10 място, 598 точки
- Сезон 2009/2010: 36 място, 99 точки
- Сезон 2010/2011: 14 място, 419 точки
- Сезон 2011/2012: 1-во място, 1325 точки
- Сезон 2012/2013: 2-ро място, 999 точки

### Места на подиума в Световната купа по ски скокове
| Сезон     | 1-во място | 2-ро място | 3-то място | общо |
| --------- | ---------- | ---------- | ---------- | ---- |
| 2006/2007 | –          | –          | 1          | 1    |
| 2007/2008 | 1          | 2          | 2          | 5    |
| 2011/2012 | 3          | 4          | 5          | 12   |
| 2012/2013 | 1          | 2          | 3          | 6    |
| 2013/2014 | 1          | 2          | 1          | 3    |
| Общо      | 6          | 10         | 12         | 28   |

## Турнир на четирите шанци
- 50. Турнир на четирите шанци: 35 място
- 51. Турнир на четирите шанци: 34 място
- 52. Турнир на четирите шанци: 33 място
- 54. Турнир на четирите шанци: 38 място
- 55. Турнир на четирите шанци: 23 място
- 56. Турнир на четирите шанци: 7-о място
- 57. Турнир на четирите шанци: 29 място
- 59. Турнир на четирите шанци: 16 място
- 60. Турнир на четирите шанци: 4-то място
- 61. Турнир на четирите шанци: 5-о място
- 62. Турнир на четирите шанци: 6-о място